# Papier do pieczenia

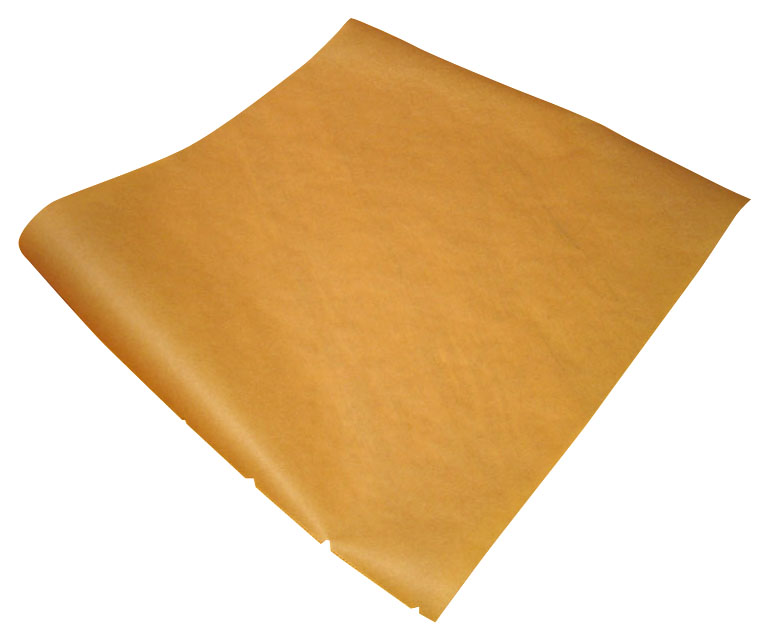
Papier do pieczenia

Papier do pieczenia – rodzaj papieru o gramaturze 40-41 g/m2 wykonany z włókien celulozowych, które powleczone są różnymi tłuszczami lub silikonem. Papier taki przeznaczony jest do pieczenia beztłuszczowego.
Papier do pieczenia charakteryzuje się dużą wytrzymałością na wysokie temperatury (gramatura 41 g/m2 do 230 °C, gramatura 40 g/m2 do 220 °C).